# Simon Pouplin
Simon Pouplin (Cholet, 28 mei 1985) is een Frans voormalig voetballer die speelde als doelman. Tussen 2004 en 2018 kwam hij uit voor Stade Rennais, SC Freiburg, Sochaux en OGC Nice.

## Clubcarrière
Pouplin tekende in 2005 zijn eerste professionele contract bij Stade Rennais, voor de duur van drie seizoenen. Een jaar daarvoor had de doelman zijn debuut gemaakt in de Ligue 1. Op 28 juli 2008 werd hij voor circa vierhonderdduizend euro verkocht aan SC Freiburg. In 2011 verliet hij die club. Hij ging op stage bij Évian TG, maar door een blessure liep dat op niets uit. Na een jaar zonder werkgever, tekende Pouplin in juli 2012 voor drie jaar bij Sochaux. In augustus 2014 stapte de doelman over naar OGC Nice, waar hij in eerste instantie voor drie jaar tekende. Deze verbintenis werd in juni 2015 met een jaar verlengd tot medio 2018. Na afloop van dit contract zette Pouplin een punt achter zijn actieve loopbaan.

## Erelijst
| 2. Bundesliga | 1 | 2008/09 |